# 곰TV MSL 시즌4 서바이버 토너먼트

## 리그기간
- 2007년 11월 29일 ~ 2007년 12월 22일

## 진출자
- 오프라인 예선전 : 2007년 11월 20일

| 1조    | 2조    | 3조    | 4조    | 5조    | 6조    | 7조    | 8조    | 9조    | 10조   | 11조   | 12조   |
| ------ | ------ | ------ | ------ | ------ | ------ | ------ | ------ | ------ | ------ | ------ | ------ |
| 임채성 | 김준영 | 이제동 | 오영종 | 조병세 | 김상욱 | 신희승 | 김명운 | 허영무 | 박지호 | 박찬수 | 김구현 |
| 13조   | 14조   | 15조   | 16조   | 17조   | 18조   | 19조   | 20조   | 21조   | 22조   | 23조   | 24조   |
| 구성훈 | 손재범 | 손찬웅 | 주영달 | 우정호 | 김재훈 | 신정민 | 전흥식 | 김경모 | 박정욱 | 김창희 | 한동훈 |

## 서바이버 토너먼트
| 조   | 1경기  | 1경기  | 2경기  | 2경기  | 승자전 | 승자전 | 패자전 | 패자전 | 최종전 | 최종전 |
| 1조  | 박태민 | 한동훈 | 강구열 | 오영종 | 박태민 | 오영종 | 한동훈 | 강구열 | 오영종 | 한동훈 |
| 2조  | 이재호 | 손재범 | 김윤환 | 이제동 | 이재호 | 김윤환 | 손재범 | 이제동 | 김윤환 | 이제동 |
| 3조  | 손주흥 | 박지호 | 이성은 | 김상욱 | 박지호 | 김상욱 | 손주흥 | 이성은 | 박지호 | 이성은 |
| 4조  | 송병구 | 구성훈 | 민찬기 | 박찬수 | 송병구 | 민찬기 | 구성훈 | 박찬수 | 송병구 | 박찬수 |
| 5조  | 박성준 | 손찬웅 | 이윤열 | 우정호 | 박성준 | 이윤열 | 손찬웅 | 우정호 | 박성준 | 손찬웅 |
| 6조  | 이영호 | 전흥식 | 권수현 | 김창희 | 이영호 | 김창희 | 전흥식 | 권수현 | 김창희 | 권수현 |
| 7조  | 고인규 | 김경모 | 이영호 | 신희승 | 고인규 | 신희승 | 김경모 | 이영호 | 신희승 | 김경모 |
| 8조  | 진영수 | 김명운 | 박대경 | 주영달 | 진영수 | 주영달 | 김명운 | 박대경 | 주영달 | 김명운 |
| 9조  | 박지수 | 김재훈 | 안상원 | 김준영 | 박지수 | 안상원 | 김재훈 | 김준영 | 안상원 | 김준영 |
| 10조 | 박명수 | 조병세 | 신상호 | 박정욱 | 박명수 | 신상호 | 조병세 | 박정욱 | 신상호 | 박정욱 |
| 11조 | 최연성 | 임채성 | 이주영 | 김구현 | 최연성 | 김구현 | 임채성 | 이주영 | 최연성 | 이주영 |
| 12조 | 염보성 | 신정민 | 오충훈 | 허영무 | 염보성 | 오충훈 | 신정민 | 허영무 | 오충훈 | 허영무 |

## MSL 진출자 목록
- 테란 : 이재호, 이성은, 민찬기, 이윤열, 이영호, 고인규, 신희승, 진영수, 안상원, 박지수, 최연성, 염보성
- 저그 : 박태민, 이제동, 김상욱, 박찬수, 박성준, 권수현, 김명운, 박명수
- 프로토스 : 오영종, 신상호, 감구현, 허영무